# Greatest Hits (album de Kylie Minogue)
Greatest Hits este o compilație de hituri, lansată de Kylie Minogue în 1992. Conține 19 hituri de pe albumele Kylie, Enjoy Yourself, Rhythm of Love și Let's Get to It, și trei melodii înregistrate special pentru acest album.
Majoritatea albumul a fost scris și produs de Stock, Aitken & Waterman, acesta reprezentând ultimul album al cântăreței lansat cu echipa SAW.

## Track listing
| Standard edition |                                                                               |                                      |                         |         |  |
| Nr.              | Titlu                                                                         | Autor(i)                             | Producer(s)             | Lungime |  |
| 1.               | „I Should Be So Lucky” (from Kylie, 1988)                                     | Mike Stock Matt Aitken Pete Waterman | Stock Aitken Waterman   | 3:23    |  |
| 2.               | „Got to Be Certain” (from Kylie, 1988)                                        | Stock Aitken Waterman                | Stock Aitken Waterman   | 3:20    |  |
| 3.               | „The Loco-Motion” (from Kylie, 1988)                                          | Gerry Goffin Carole King             | Stock Aitken Waterman   | 3:14    |  |
| 4.               | „Je Ne Sais Pas Pourquoi” (from Kylie, 1988)                                  | Stock Aitken Waterman                | Stock Aitken Waterman   | 4:01    |  |
| 5.               | „Especially for You” (with Jason Donovan, from Enjoy Yourself, 1989)          | Stock Aitken Waterman                | Stock Aitken Waterman   | 3:58    |  |
| 6.               | „Turn It into Love” (from Kylie, 1988)                                        | Stock Aitken Waterman                | Stock Aitken Waterman   | 3:36    |  |
| 7.               | „It's No Secret” (from Kylie, 1988)                                           | Stock Aitken Waterman                | Stock Aitken Waterman   | 3:59    |  |
| 8.               | „Hand on Your Heart” (from Enjoy Yourself, 1989)                              | Stock Aitken Waterman                | Stock Aitken Waterman   | 3:51    |  |
| 9.               | „Wouldn't Change a Thing” (from Enjoy Yourself, 1989)                         | Stock Aitken Waterman                | Stock Aitken Waterman   | 3:14    |  |
| 10.              | „Never Too Late” (from Enjoy Yourself, 1989)                                  | Stock Aitken Waterman                | Stock Aitken Waterman   | 3:23    |  |
| 11.              | „Tears on My Pillow” (from Enjoy Yourself, 1989)                              | Sylvester Bradford Al Lewis          | Stock Aitken Waterman   | 2:28    |  |
| 12.              | „Better the Devil You Know” (from Rhythm of Love, 1990)                       | Stock Aitken Waterman                | Stock Aitken Waterman   | 3:55    |  |
| 13.              | „Step Back in Time” (from Rhythm of Love, 1990)                               | Stock Aitken Waterman                | Stock Aitken Waterman   | 3:05    |  |
| 14.              | „What Do I Have to Do” (from Rhythm of Love, 1990)                            | Stock Aitken Waterman                | Stock Aitken Waterman   | 3:44    |  |
| 15.              | „Shocked” (DNA 7" Mix; original version from Rhythm of Love, 1990)            | Stock Aitken Waterman                | Stock Aitken Waterman   | 3:10    |  |
| 16.              | „Word Is Out” (from Let's Get to It, 1991)                                    | Stock Waterman                       | Stock Waterman          | 3:35    |  |
| 17.              | „If You Were with Me Now” (with Keith Washington, from Let's Get to It, 1991) | Stock Waterman Minogue Washington    | Stock Waterman          | 3:11    |  |
| 18.              | „Give Me Just a Little More Time” (from Let's Get to It, 1991)                | Edyth Wayne Ronald Dunbar            | Stock Waterman          | 3:07    |  |
| 19.              | „Finer Feelings” (from Let's Get to It, 1991)                                 | Stock Waterman                       | Stock Waterman          | 3:53    |  |
| 20.              | „What Kind of Fool (Heard All That Before)”                                   | Stock Waterman Minogue               | Stock Waterman          | 3:41    |  |
| 21.              | „Where in the World?”                                                         | Stock Waterman Minogue               | Stock Waterman          | 3:34    |  |
| 22.              | „Celebration”                                                                 | Robert Bell James Taylor             | Phil Harding Ian Curnow | 3:57    |  |
| Lungime totală:  | Lungime totală:                                                               | Lungime totală:                      | Lungime totală:         | 77:26   |  |

| iTunes edition |                                                   |                                   |                       |         |  |
| Nr.            | Titlu                                             | Autor(i)                          | Producer(s)           | Lungime |  |
| 1.             | „I Should Be So Lucky”                            | Stock Aitken Waterman             | Stock Aitken Waterman | 3:23    |  |
| 2.             | „Got to Be Certain”                               | Stock Aitken Waterman             | Stock Aitken Waterman | 3:20    |  |
| 3.             | „The Loco-Motion” (7" Mix)                        | Goffin King                       | Stock Aitken Waterman | 3:14    |  |
| 4.             | „Je Ne Sais Pas Pourquoi”                         | Stock Aitken Waterman             | Stock Aitken Waterman | 4:01    |  |
| 5.             | „Especially for You” (With Jason Donovan)         | Stock Aitken Waterman             | Stock Aitken Waterman | 3:58    |  |
| 6.             | „Turn It into Love”                               | Stock Aitken Waterman             | Stock Aitken Waterman | 3:36    |  |
| 7.             | „It's No Secret” (7" Mix)                         | Stock Aitken Waterman             | Stock Aitken Waterman | 3:33    |  |
| 8.             | „Hand on Your Heart”                              | Stock Aitken Waterman             | Stock Aitken Waterman | 3:51    |  |
| 9.             | „Wouldn't Change a Thing”                         | Stock Aitken Waterman             | Stock Aitken Waterman | 3:14    |  |
| 10.            | „Never Too Late”                                  | Stock Aitken Waterman             | Stock Aitken Waterman | 3:23    |  |
| 11.            | „Tears on My Pillow”                              | Bradford Lewis                    | Stock Aitken Waterman | 2:28    |  |
| 12.            | „Better the Devil You Know”                       | Stock Aitken Waterman             | Stock Aitken Waterman | 3:55    |  |
| 13.            | „Step Back in Time”                               | Stock Aitken Waterman             | Stock Aitken Waterman | 3:05    |  |
| 14.            | „What Do I Have to Do” (7" Mix)                   | Stock Aitken Waterman             | Stock Aitken Waterman | 3:34    |  |
| 15.            | „Shocked” (DNA 7" Mix)                            | Stock Aitken Waterman             | Stock Aitken Waterman | 3:10    |  |
| 16.            | „Word Is Out”                                     | Stock Waterman                    | Stock Waterman        | 3:35    |  |
| 17.            | „If You Were with Me Now” (With Keith Washington) | Stock Waterman Minogue Washington | Stock Waterman        | 3:11    |  |
| 18.            | „Give Me Just a Little More Time”                 | Wayne Dunbar                      | Stock Waterman        | 3:07    |  |
| 19.            | „Finer Feelings” (Brothers in Rhythm 7" Mix)      | Stock Waterman                    | Stock Waterman        | 3:45    |  |
| 20.            | „What Kind of Fool (Heard All That Before)”       | Stock Waterman Minogue            | Stock Waterman        | 3:41    |  |
| 21.            | „Where in the World?”                             | Stock Waterman Minogue            | Stock Waterman        | 3:34    |  |
| 22.            | „Celebration”                                     | Bell Taylor                       | Harding Curnow        | 3:57    |  |

| South African 2011 version |                                                               |                                   |                       |         |  |
| Nr.                        | Titlu                                                         | Autor(i)                          | Producer(s)           | Lungime |  |
| 1.                         | „I Should Be So Lucky”                                        | Stock Aitken Waterman             | Stock Aitken Waterman | 3:23    |  |
| 2.                         | „Got to Be Certain”                                           | Stock Aitken Waterman             | Stock Aitken Waterman | 3:20    |  |
| 3.                         | „The Loco-Motion” (7" Mix)                                    | Goffin King                       | Stock Aitken Waterman | 3:13    |  |
| 4.                         | „Je Ne Sais Pas Pourquoi”                                     | Stock Aitken Waterman             | Stock Aitken Waterman | 4:01    |  |
| 5.                         | „Especially for You” (With Jason Donovan)                     | Stock Aitken Waterman             | Stock Aitken Waterman | 3:58    |  |
| 6.                         | „Hand on Your Heart”                                          | Stock Aitken Waterman             | Stock Aitken Waterman | 3:51    |  |
| 7.                         | „Wouldn't Change a Thing”                                     | Stock Aitken Waterman             | Stock Aitken Waterman | 3:14    |  |
| 8.                         | „Never Too Late”                                              | Stock Aitken Waterman             | Stock Aitken Waterman | 3:23    |  |
| 9.                         | „Tears on My Pillow”                                          | Bradford Lewis                    | Stock Aitken Waterman | 2:28    |  |
| 10.                        | „Better the Devil You Know”                                   | Stock Aitken Waterman             | Stock Aitken Waterman | 3:55    |  |
| 11.                        | „Step Back in Time”                                           | Stock Aitken Waterman             | Stock Aitken Waterman | 3:05    |  |
| 12.                        | „What Do I Have to Do” (7" Mix)                               | Stock Aitken Waterman             | Stock Aitken Waterman | 3:34    |  |
| 13.                        | „Shocked” (DNA 7" Mix)                                        | Stock Aitken Waterman             | Stock Aitken Waterman | 3:10    |  |
| 14.                        | „Word Is Out”                                                 | Stock Waterman                    | Stock Waterman        | 3:35    |  |
| 15.                        | „If You Were with Me Now” (With Keith Washington)             | Stock Waterman Minogue Washington | Stock Waterman        | 3:11    |  |
| 16.                        | „Give Me Just a Little More Time”                             | Wayne Dunbar                      | Stock Waterman        | 3:07    |  |
| 17.                        | „Finer Feelings” (Brothers in Rhythm 7" Mix)                  | Stock Waterman                    | Stock Waterman        | 3:45    |  |
| 18.                        | „What Kind of Fool (Heard All That Before)” (Original 7" Mix) | Stock Waterman Minogue            | Stock Waterman        | 3:41    |  |
| 19.                        | „Celebration”                                                 | Bell Taylor                       | Harding Curnow        | 3:57    |  |
| 20.                        | „What Do I Have to Do” (Billy The Fish Mix)                   | Stock Aitken Waterman             | Stock Aitken Waterman | 7:30    |  |